# WASP-88
WASP-88 — одиночная звезда в созвездии Индейца на расстоянии приблизительно 1777 световых лет (около 545 парсеков) от Солнца. Вокруг звезды обращается, как минимум, одна планета.

## Характеристики
WASP-88 — жёлто-белый карлик спектрального класса F6. Видимая звёздная величина звезды — +11,4m. Масса — около 1,45 солнечной, радиус — около 2,08 солнечного. Эффективная температура — около 6431 K, металличность звезды оценивается как 0. Возраст звезды определён около 2,8 млрд лет.

## Планетная система
В 2013 году у звезды обнаружена планета (WASP-88 b).